# Вікіпедія мовою бішнупрія-маніпурі
Вікіпедія мовою бішнупрія-маніпурі — розділ Вікіпедії мовою бішнупрія-маніпурі. Створена 30 вересня 2006 року. Вікіпедія мовою бішнупрія-маніпурі станом на 23 березня 2025 року містить 25 087 статей, 26 800 зареєстрованих користувачів, 22 активних дописувачів, 2 адміністраторів
. Загальна кількість сторінок у Вікіпедії мовою бішнупрія-маніпурі — 63 449, редагувань — 894 562, завантажених файлів — 35
. Глибина (рівень розвитку мовного розділу) Вікіпедії мовою бішнупрія-маніпурі середня і становить 33 пункти
.  